# Emil Artin

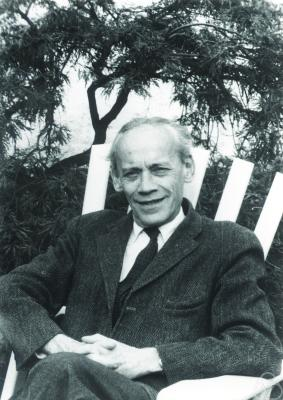
Emil Artin

Emil Artin (n. 3 martie 1898, Viena, Austro-Ungaria – d. 20 decembrie 1962, Hamburg, RFG) a fost un matematician american de origine armeană, creatorul teoriei împletiturilor, ramură a topologiei.
A fost prieten cu Dan Barbilian.

## Biografie
S-a născut la Viena, părinții fiind cântăreți la operă, mama austriacă iar tatăl de origine armeană.
După școala elementară din orașul natal, în 1916 intră la Universitatea de la Viena.
Acolo studiază matematica având printre profesori și pe Philipp Furtwängler, dar și astrofizica și latina.
În 1918 este nevoit să întrerupă studiile pentru a participa la Primul Război Mondial în cadrul armatei austro-ungară.
În 1919 intră la Universitatea de la Leipzig unde, pe lângă matematică (cu profesorul Gustav Herglotz), mai studiază fizică și chimie.
În iunie 1921, își ia doctoratul cu lucrarea Quadratische Körper im Gebiete der höheren Kongruenzen.
În toamna aceluiași an, continuă studiile la Göttingen pentru a se specializa în matematică și aici are ca profesori pe Richard Courant și David Hilbert.
Tot aici întreține relații de colaborare cu matematicienii Emmy Noether și Helmut Hasse.
În 1925, Emil Artin este numit profesor de matematică, an în care dobândește și cetățenia germană.

## Contribuții
Artin a reușit să rezolve problema lui Frobenius din teoria grupurilor.
A formulat ceea ce ulterior va fi denumită legea lui Artin a reciprocității, care a revoluționat teoria corpurilor de clase, teorie a cărei esență nu este explicată complet nici astăzi.
De asemenea, a realizat una din completările cele mai importante ale teoremei densităților.
Astfel, a impulsionat dezvoltarea algebrei moderne, dezvoltând noțiunea de grup, de operatori, inele, module pe un inel.
De asemenea, s-a ocupat de sistemele hipercomplexe.
A introdus noțiunea de adjuncție critică.
Dar cea mai importantă teorie a sa este cea legată de structură.
A creat o elegantă teorie a împletiturilor ca aplicație a teoriei grupurilor.
A dat o metodă de reducere a oricărei împletituri la o formă normală.

## Scrieri
- Beweis des allgemeinen Reziprozitätsgesetzes (Demonstrația legii generale a reciprocității, Hamburg, 1927)
- Teoria împletiturilor (1947)
- Galoische Theorie (Leipzig, 1958).